# Adolphe Alphand
Pour les articles homonymes, voir Alphand.
Jean-Charles Adolphe Alphand, né à Grenoble le 26 octobre 1817 et mort à Paris le 6 décembre 1891, est un ingénieur des ponts et chaussées et administrateur français.
Connu pour son travail d'embellissement de Paris, avec le baron Haussmann et ensuite comme directeur des Travaux de la ville de Paris, il est considéré comme le père des espaces verts de Paris,.

## Biographie

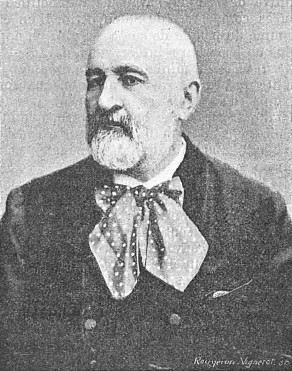
Adolphe Alphand photographié par Eugène Pirou.

Adolphe Alphand est le fils du lieutenant-colonel d'artillerie François Charles Alphand (1778-1854) et de Charlotte Péronnard-Dubertin (née en 1790).
Après avoir commencé des études au petit séminaire du Rondeau à Grenoble, Alphand s'installe à Paris pour étudier au lycée Charlemagne. Il entre en 1835 à l'École polytechnique, puis en 1837 à l'École des ponts et chaussées.
En 1855, il est appelé par le baron Haussmann à la tête du nouveau service municipal des Promenades et Plantations. Il participe dès lors aux transformations de Paris sous le Second Empire en compagnie de ses confrères Jean Darcel, Eugène Belgrand et Eugène Homberg, des architectes Gabriel Davioud et Alphonse Hugé et du paysagiste Jean-Pierre Barillet-Deschamps. Il dirige l'aménagement de promenades, de places plantés, d’alignements d'arbres, de parcs et des jardins destinés à embellir et assainir Paris. Il remodèle également les bois de Vincennes et de Boulogne.
À la destitution du baron Haussmann, le 5 janvier 1870, il reste en poste et après la chute du Second Empire, il est nommé par Adolphe Thiers (mai 1871) directeur des Travaux de Paris. À la tête de l'une des administrations d'ingénieurs les plus importantes du pays, Alphand réunit désormais sous son autorité les services de la Voirie et des Promenades et Plantations, des Concessions publiques, de l’Architecture et des Eaux et Égouts (après la mort de Belgrand, en 1878) et des Travaux historiques.
Sous le Second Empire, en tant qu'ingénieur en chef du Service des Promenades et Plantations, Adolphe Alphand dirige l'aménagement (parmi d'autres) :
- du square de la Tour-Saint-Jacques ;
- du square des Arts-et-Métiers (actuel square Émile-Chautemps) ;
- du square du Temple ;
- des squares de l'avenue de l’Observatoire ;
- de la place du Roi de Rome ;
- du Jardin réservé de l'Exposition universelle de 1867 ;
- des jardins des Champs-Élysées ;
- du rond-point des Champs-Élysées ;
- du parc Monceau (ancienne folie de Chartres) ;
- des jardins du boulevard Richard-Lenoir ;
- du parc Montsouris ;
- des jardins de l'Avenue-Foch (anciennement avenue de l’Impératrice) ;
- du bois de Boulogne (1855-1859) ;
- du bois de Vincennes (1857-1865) ;
- du parc des Buttes-Chaumont (1864-1869) ;
- du square des Batignolles ;
- du square Santiago-du-Chili ;
- du jardin du Ranelagh ;
- le square d'Estienne-d'Orves (anciennement de la Trinité) ;
- du square Montholon.

Sous la Troisième République, il poursuit l'œuvre d'administration d'Haussmann. En ce qui concerne les promenades et les jardins, pendant sa mandature sont réalisés les squares du Vert-Galant, du Collège de France (de nos jours square Michel-Foucault et square Auguste-Mariette-Pacha), de Saint-Médard, de Saint-Pierre, des Épinettes, les jardins du parvis de Notre-Dame, du Champ-de-Mars et du Trocadéro et beaucoup d'autres espaces plantés encore. En 1886, il est nommé directeur général des travaux de l'Exposition universelle de 1889 et à ce titre il supervise la réalisation, avec le paysagiste Joseph Laforcade, les architectes Joseph Bouvard et Camille Formigé, de tous les jardins et les édifices du parc d'exposition.
De 1856 à 1867, il est conseiller général du canton de Coutras (Gironde).
En 1884, il est l'un des principaux auteurs du règlement d'urbanisme de Paris.

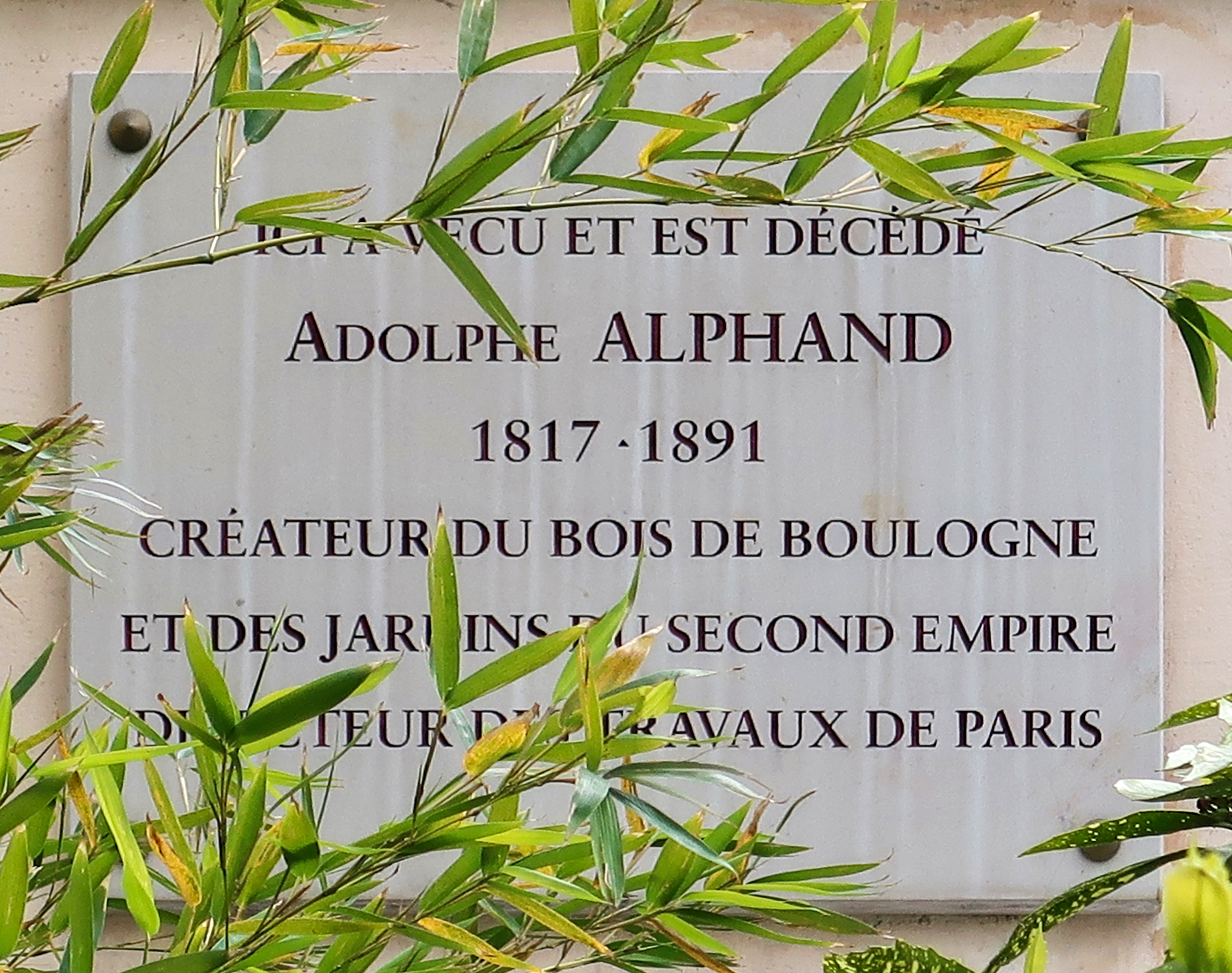
Plaque villa de Beauséjour (Paris), où il vécut et mourut.

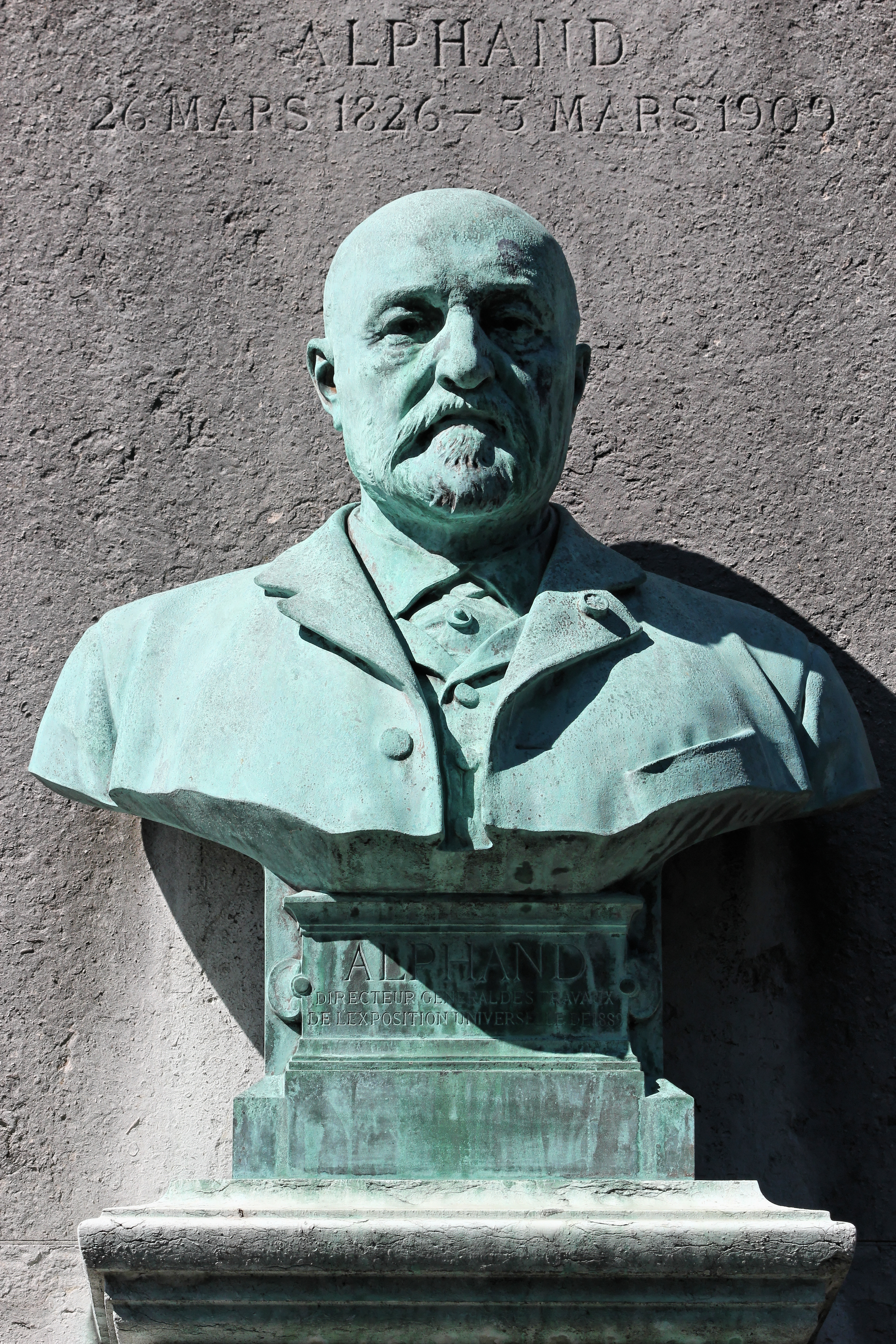
Jules Coutan, Buste de Jean-Charles Alphand ornant sa tombe au cimetière du Père-Lachaise à Paris.

En 1889, il est élevé au rang de grand-croix de la Légion d'honneur.
En 1891, à la mort d'Haussmann, il succède à celui-ci au fauteuil no 4 de la section VI de l'Académie des beaux-arts.
Il meurt brutalement le 6 décembre 1891 dans sa villa du boulevard de Beauséjour  dans le 16e arrondissement de Paris. La ville de Paris lui organise des funérailles grandioses. Il est inhumé au cimetière du Père-Lachaise (67e division).

## Famille
Le 23 décembre 1846, il épouse à Bordeaux Élisabeth Holagray (1826-1909). Le couple a trois enfants : Charles Lodoïs (1848-1905), Gérard Charles Emmanuel (1849-1931) et Jeanne (1854-1926). Veuve en premières noces de l'ingénieur-mécanicien Émile Bariquand puis, en secondes noces, de l'avocat Maurice Tézenas, Jeanne est décorée de la Légion d'honneur pour ses actes de philanthropie en 1912.
Adolphe Alphand est l'arrière grand-père de la designer et plasticienne Nathalie Auzépy.
Une rose lui est dédiée en 1883 sous le nom de 'Directeur Alphand'.

## Publications d'Alphand
- Les promenades de Paris : histoire, description des embellissements, dépenses de création et d'entretien des Bois de Boulogne et de Vincennes, Champs-Élysées, parcs, squares, boulevards, places plantées, études sur l'art des jardins et arboretum (avec illustrations d'Émile Hochereau), Paris, Jules Rothschild 1867-1873 .
- Lettre à messieurs les membres de la Commission de l'organisation municipale de Paris et des communes du département de la Seine, 1870.
- Monographie : palais, jardins, constructions diverses, installations générales, 2 tomes.
- Adolphe Alphand (dir.), Adrien Deville et Émile Hochereau, Ville de Paris : Recueil des lettres patentes, ordonnances royales, décrets et arrêtés préfectoraux concernant les voies publiques, Paris, Imprimerie nouvelle (association ouvrière), 1886, p. 3-4.

## Hommages

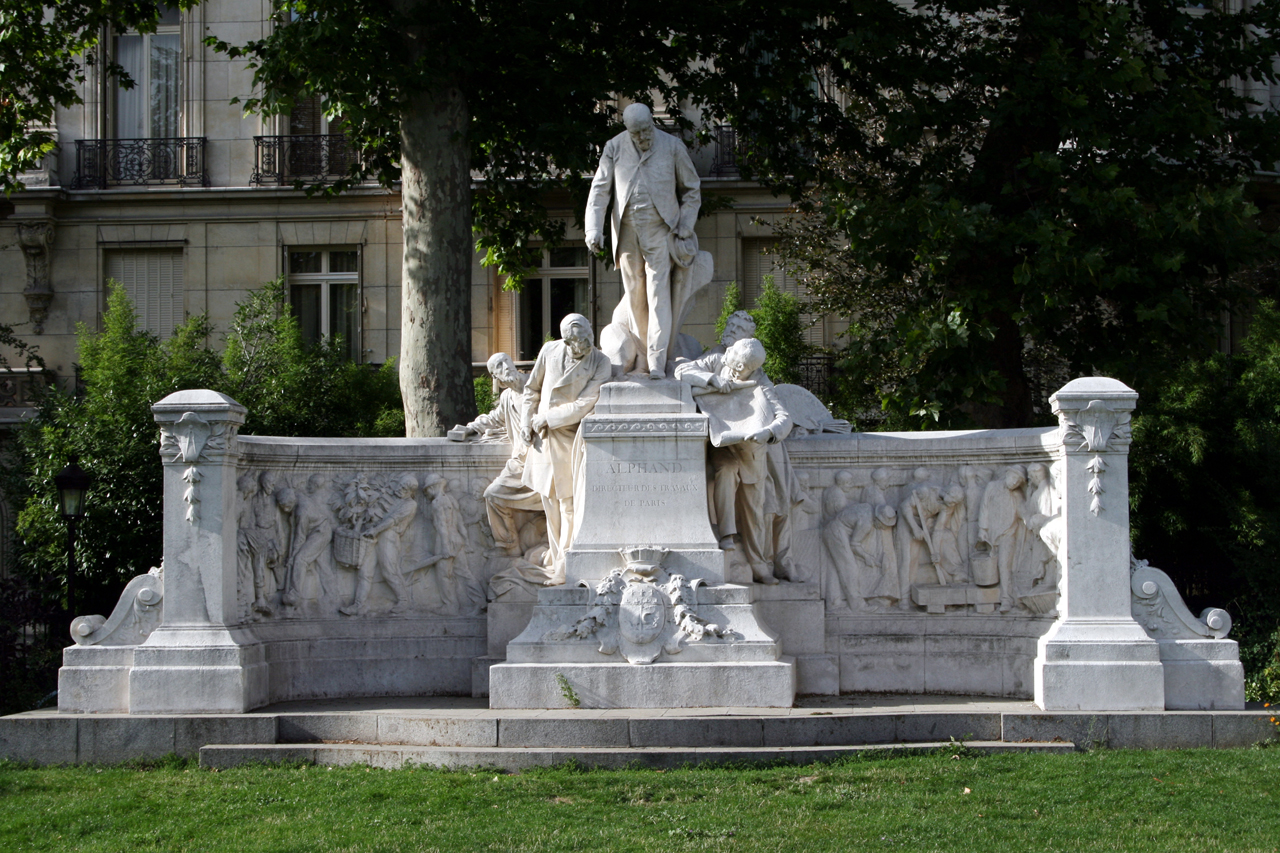
Jules Dalou, Monument à Alphand (1899), Paris, avenue Foch.

- Une rue de Grenoble, une avenue à Montpellier et une avenue de Paris portent son nom et, également dans cette dernière ville, une allée du jardin d'acclimatation.
- Un monument à sa mémoire, œuvre du sculpteur Jules Dalou et de l'architecte Jean Camille Formigé, est érigé entre les numéros 17 et 22 de l'avenue Foch (au sein de ses jardins), dans le 16e arrondissement de Paris[17].
- À Paris, le 7 février 2017, la 3e édition du colloque Génie végétal, génie écologique, consacré au thème « Arbres et territoires » lui est dédiée à l'occasion du bicentenaire de sa naissance[2].
- Du 19 octobre au 22 décembre 2017, l'Institut d'aménagement et d'urbanisme de la région d'Île-de-France (IAU) organise une exposition « Le Paris d’Alphand, des jardins à la ville durable » (15 rue Falguière, 15e arrondissement de Paris)[18],[19].
- Un colloque international, organisé par l'École nationale supérieure d'architecture de Paris-La Villette et l'École nationale supérieure de paysage de Versailles-Marseille, avec le soutien de la Ville de Paris, du ministère de la Culture, du ministère de l'Agriculture, de la Fédération française du paysage et de la Fondation des parcs et jardins de France : Le Grand Pari(s) d'Alphand. Création et transmission d'un paysage urbain, hôtel de ville de Paris, 27-29 novembre 2017.
- Au printemps 2018, après l’exposition de l'IAU, un livre retraçant ses réalisations doit paraître aux Éditions du Chêne.
- Une exposition au parc des Buttes-Chaumont à Paris lui est dédiée à l'occasion du bicentenaire de sa naissance.